# 徳川義宣
徳川 義宣（とくがわ よしのぶ、1933年（昭和8年）12月24日 - 2005年（平成17年）11月23日）は、尾張徳川家第21代当主。美術史家、財団法人徳川黎明会会長、徳川美術館館長。婿養子のため徳川家の直系の血筋ではないが、多数の著作や講演を通して、他の御三家以上に一般メディアへの露出が高かった。

## 生涯
旧下総佐倉藩主家当主・堀田正恒伯爵の六男として東京市渋谷区に生まれた。生まれた時の姓名は堀田正祥。学習院幼稚園から学習院大学まで明仁親王（現・上皇）の同級生であった（誕生日もわずか1日違い）。1955年11月、学習院大学政経学部経済学科在学中に尾張徳川家第20代当主・徳川義知の婿養子となり、徳川義宣と改名する。
1956年3月、学習院大学政経学部経済学科卒業。同年4月、東京銀行入行。1957年11月、財団法人徳川黎明会評議員に就任。1960年5月に徳川黎明会理事となった。1961年7月、東京銀行を退職。同年9月より東京大学農学部林学科の研究生となる。1964年9月に東京大学を修了し、東京国立博物館の研究生となる。1965年3月に東京国立博物館研究生を修了し、学芸員の資格を取得。この間の1965年1月に八雲産業株式会社社長となった。
1967年3月、財団法人徳川黎明会専務理事に就任する。1972年10月、有限会社徳川農場を設立し社長に就任した。1976年4月、財団法人徳川黎明会および徳川美術館の館長に就任。旧大名家の家宝を収集する。特に尾張家旧蔵であった大名物《金花》の茶壺を再発見し、同家に買い戻したことは良く知られている。博物館での活動に加えて多くの大学でも教鞭をとり、1977年4月には愛知学院大学文学部講師となり、1984年3月まで務めた。1981年4月、青山学院女子短期大学国文科講師となり、2002年3月まで務めた。また、1983年4月からは上智大学美術史講師となり、1991年3月まで務めた。1991年4月、学習院大学日本社会史講師。同年12月、日本博物館協会から博物館法制定40周年を記念して文部大臣より表彰される。
1990年4月、社団法人国際日本語普及協会評議員となる。1993年5月、財団法人徳川黎明会会長に就任した。2002年11月、文化庁長官より表彰。
2005年11月23日、肺炎のため順天堂大学医学部附属順天堂医院で71歳で死去した。長男である徳川義崇が尾張徳川家第22代当主を継承。

## 研究内容・業績
- 旧大名家の家宝を研究テーマとした。中でも、徳川美術館所蔵の国宝《源氏物語絵巻》の研究で知られる。
- 徳川家康の遺訓だとされていた「人の一生は重荷を負て遠き道をゆくがごとし」は、家康のものではなく、徳川光圀のものであると確認した。

## 係累・血筋
- 姉の英子は小佐野賢治の妻。妻の三千子は尾張家第20代当主・徳川義知の長女。秩父宮妃勢津子は義理の伯母（三千子の母・正子の姉）に当たる。
- 女系で尾張徳川家の血を引く。
徳川吉通―三千君（九条幸教室）―二条宗基―二条治孝―千万（鍋島直与継室）―鍋島直紀―輝子（鍋島直柔妻）―堀田正恒―徳川義宣

## 主要著書
- 『葉月物語絵巻』（木耳社　1964年）
- 『琉球漆工藝』（日本経済新聞社　1977年）。荒川浩和との共著
- 『日本名跡叢刊22 平安 堤中納言集』（二玄社　1978年）。編著解説
- 『双書美術の泉　源氏物語絵巻』（岩崎美術社　1983年） ISBN 4753411575
- 『徳川家康真蹟集』（角川書店　1983年）。図版・解説編の2分冊
- 『新修 徳川家康文書の研究』（徳川黎明会　1983年）。オンデマンド版 	2006年
  - 『新修 徳川家康文書の研究　第二輯』（徳川黎明会　2006年） ISBN 464200906X
- 『迷惑仕り候　美術館長みてある記』（淡交社　1988年） ISBN 4473010384
- 『言語道断』（淡交社　1992年） ISBN 4473012581
- 『殿さまのひとりごと』（思文閣出版　1994年） ISBN 4784208291
- 『茶壷』（淡交社　1982年、新版1997年） ISBN 4473008096。図録・解説編の2分冊
- 『徳川さん宅（ち）の常識』（淡交社　2006年） ISBN 4473033120。遺著・あとがき徳川義崇